# Serie A1 2018-2019 (pallavolo)
La Serie A1 2018-2019 si è svolta dal 28 ottobre 2018 al 6 maggio 2019: al torneo hanno partecipato tredici squadre di club italiane e la vittoria finale è andata per la terza volta, la seconda consecutiva, all'Imoco.

## Regolamento

### Formula
Le squadre hanno disputato un girone all'italiana, con gare di andata e ritorno, per un totale di ventisei giornate; al termine della regular season:
- Le prime otto classificate hanno acceduto ai play-off scudetto, strutturati in quarti di finale, giocati al meglio di due vittorie su tre gare, semifinali e finale, entrambe giocate al meglio di tre vittorie su cinque gare.
- L'ultima classificata è retrocessa in Serie A2 (nel caso in cui l'ultima classificata è stato il Club Italia, è retrocessa la dodicesima classificata)[3].

### Criteri di classifica
Se il risultato finale è stato di 3-0 o 3-1 sono stati assegnati 3 punti alla squadra vincente e 0 a quella sconfitta, se il risultato finale è stato di 3-2 sono stati assegnati 2 punti alla squadra vincente e 1 a quella sconfitta.
L'ordine del posizionamento in classifica è stato definito in base a:
- Punti;
- Numero di partite vinte;
- Ratio dei set vinti/persi;
- Ratio dei punti realizzati/subiti.

## Squadre partecipanti
Al campionato di Serie A1 2018-19 hanno partecipato tredici squadre: quelle neopromosse dalla Serie A2 sono state il Millenium Brescia, vincitrice della regular season, e il Chieri '76, vincitrice dei play-off promozione, mentre il Club Italia è stato ammesso per volere della federazione; due squadre che hanno avuto il diritto di partecipazione, ossia il River e il Pesaro, hanno rinunciato all'iscrizione: la prima ha ceduto il titolo sportivo al Cuneo Granda, mentre al posto della seconda è stato ripescato il Filottrano.
| Club              | Stagione | Città                       | Impianto               | Stagione precedente                                |
| ----------------- | -------- | --------------------------- | ---------------------- | -------------------------------------------------- |
| AGIL              | dettagli | Novara                      | PalaTerdoppio          | 1ª in Serie A1; finale play-off scudetto           |
| Bergamo           | dettagli | Bergamo                     | Palazzetto dello sport | 10ª in Serie A1                                    |
| Casalmaggiore     | dettagli | Casalmaggiore               | PalaRadi               | 9ª in Serie A1                                     |
| Chieri '76        | dettagli | Chieri                      | PalaMaddalene          | 5ª in Serie A2; vincitrice play-off promozione     |
| Club Italia       | dettagli | Roma                        | Centro Pavesi          | 9ª in Serie A2                                     |
| Cuneo Granda      | dettagli | Cuneo                       | PalaCastagnaretta      | 2ª in Serie A2; semifinali play-off promozione     |
| Filottrano        | dettagli | Filottrano                  | PalaBaldinelli         | 11ª in Serie A1                                    |
| Imoco             | dettagli | Conegliano                  | PalaVerde              | 3ª in Serie A1; campione d'Italia                  |
| Millenium Brescia | dettagli | Brescia                     | PalaGeorge             | 1ª in Serie A2                                     |
| Pro Victoria      | dettagli | Monza                       | Palazzetto dello Sport | 5ª in Serie A1; quarti di finale play-off scudetto |
| San Casciano      | dettagli | San Casciano in Val di Pesa | Nelson Mandela Forum   | 8ª in Serie A1; quarti di finale play-off scudetto |
| Savino Del Bene   | dettagli | Scandicci                   | Palazzetto dello Sport | 2ª in Serie A1; semifinali play-off scudetto       |
| UYBA              | dettagli | Busto Arsizio               | PalaPiantanida         | 4ª in Serie A1; semifinali play-off scudetto       |

## Torneo

### Regular season

#### Risultati
| Prima giornata |                              |              |                            |
|                |                              |              |                            |
| Riposa:        | Cuneo Granda                 | Cuneo Granda | Cuneo Granda               |
| 28-10          | AGIL - Millenium Brescia     | 3-0          | 25-11, 25-22, 25-12        |
| 27-10          | Imoco - Casalmaggiore        | 3-0          | 25-12, 25-22, 25-14        |
| 28-10          | Pro Victoria - Club Italia   | 3-0          | 25-21, 25-15, 25-18        |
| 28-10          | San Casciano - Chieri '76    | 3-0          | 25-23, 27-25, 25-20        |
| 28-10          | Bergamo - UYBA               | 0-3          | 24-26, 15-25, 20-25        |
| 28-10          | Filottrano - Savino Del Bene | 1-3          | 25-23, 23-25, 22-25, 23-25 |

| Seconda giornata |                                  |       |                            |
|                  |                                  |       |                            |
| Riposa:          | Imoco                            | Imoco | Imoco                      |
| 01-11            | Savino Del Bene-AGIL             | 0-3   | 19-25, 18-25, 19-25        |
| 01-11            | UYBA - Pro Victoria              | 3-1   | 23-25, 25-21, 25-22, 25-16 |
| 01-11            | Casalmaggiore - Bergamo          | 3-0   | 25-19, 25-21, 25-23        |
| 01-11            | Millenium Brescia - San Casciano | 3-1   | 26-24, 19-25, 25-14, 25-21 |
| 01-11            | Chieri ‘76 - Cuneo Granda        | 1-3   | 34-36, 20-25, 25-11, 17-25 |
| 01-11            | Club Italia - Filottrano         | 1-3   | 18-25, 13-25, 26-24, 17-25 |

| Terza giornata |                                 |            |                            |
|                |                                 |            |                            |
| Riposa:        | Filottrano                      | Filottrano | Filottrano                 |
| 04-11          | AGIL - Bergamo                  | 3-0        | 25-12, 25-15, 25-15        |
| 03-11          | Pro Victoria - Imoco            | 0-3        | 25-27, 19-25, 19-25        |
| 04-11          | San Casciano - Casalmaggiore    | 1-3        | 25-19, 19-25, 15-25, 21-25 |
| 04-11          | Chieri ‘76 - Savino Del Bene    | 0-3        | 17-25, 16-25, 19-25        |
| 04-11          | Cuneo Granda - UYBA             | 0-3        | 18-25, 15-25, 19-25        |
| 04-11          | Club Italia - Millenium Brescia | 1-3        | 16-25, 25-23, 18-25, 10-25 |

| Quarta giornata |                                |      |                            |
|                 |                                |      |                            |
| Riposa:         | UYBA                           | UYBA | UYBA                       |
| 11-11           | Savino Del Bene-Club Italia    | 3-0  | 25-19, 25-12, 25-21        |
| 28-11           | Imoco - AGIL                   | 1-3  | 17-25, 25-15, 21-25, 22-25 |
| 11-11           | Filottrano - Millenium Brescia | 1-3  | 22-25, 25-23, 23-25, 19-25 |
| 11-11           | Pro Victoria - Chieri '76      | 3-0  | 25-19, 25-17, 25-21        |
| 11-11           | Casalmaggiore - Cuneo Granda   | 3-1  | 25-18, 17-25, 25-16, 25-18 |
| 11-11           | Bergamo - San Casciano         | 1-3  | 26-24, 11-25, 19-25, 23-25 |

| Quinta giornata |                                  |                 |                                   |
|                 |                                  |                 |                                   |
| Riposa:         | Savino Del Bene                  | Savino Del Bene | Savino Del Bene                   |
| 14-11           | AGIL - Club Italia               | 3-2             | 21-25, 22-25, 25-19, 25-10, 15-6  |
| 14-11           | San Casciano - Pro Victoria      | 3-2             | 20-25, 24-26, 32-30, 25-15, 15-12 |
| 14-11           | Casalmaggiore - Filottrano       | 3-0             | 25-21, 25-19, 25-22               |
| 14-11           | Imoco - Bergamo                  | 3-0             | 25-14, 25-16, 25-20               |
| 14-11           | Millenium Brescia - Cuneo Granda | 2-3             | 25-15, 25-27, 22-25, 25-18, 12-15 |
| 15-11           | Chieri ‘76 - UYBA                | 0-3             | 20-25, 12-25, 19-25               |

| Sesta giornata |                                 |             |                                  |
|                |                                 |             |                                  |
| Riposa:        | Club Italia                     | Club Italia | Club Italia                      |
| 18-11          | AGIL - Filottrano               | 3-1         | 25-21, 19-25, 25-18, 25-21       |
| 18-11          | Savino Del Bene - Casalmaggiore | 3-0         | 25-17, 25-21, 25-23              |
| 18-11          | Chieri ‘76 - Imoco              | 0-3         | 24-26, 24-26, 23-25              |
| 19-11          | UYBA - San Casciano             | 3-2         | 17-25, 16-25, 25-18, 25-20, 15-9 |
| 18-11          | Millenium Brescia - Bergamo     | 1-3         | 21-25, 24-26, 25-22, 23-25       |
| 17-11          | Cuneo Granda - Pro Victoria     | 1-3         | 24-26, 25-22, 19-25, 15-25       |

| Settima giornata |                                |                   |                                   |
|                  |                                |                   |                                   |
| Riposa:          | Millenium Brescia              | Millenium Brescia | Millenium Brescia                 |
| 25-11            | Pro Victoria - Savino Del Bene | 2-3               | 25-21, 26-28, 25-21, 21-25, 11-15 |
| 24-11            | San Casciano - AGIL            | 0-3               | 20-25, 23-25, 19-25               |
| 25-11            | Casalmaggiore - Chieri '76     | 3-0               | 25-21, 25-22, 25-18               |
| 25-11            | Bergamo - Cuneo Granda         | 3-1               | 25-17, 22-25, 25-22, 25-21        |
| 25-11            | Filottrano - Imoco             | 0-3               | 19-25, 17-25, 12-25               |
| 25-11            | Club Italia - UYBA             | 1-3               | 17-25, 26-24, 19-25, 20-25        |

| Ottava giornata |                                   |            |                                  |
|                 |                                   |            |                                  |
| Riposa:         | Chieri '76                        | Chieri '76 | Chieri '76                       |
| 02-12           | AGIL - Pro Victoria               | 3-0        | 25-23, 25-15, 25-19              |
| 02-12           | Imoco - Club Italia               | 3-1        | 23-25, 25-21, 25-15, 25-21       |
| 02-12           | UYBA - Savino Del Bene            | 0-3        | 21-25, 24-26, 15-25              |
| 02-12           | Casalmaggiore - Millenium Brescia | 3-2        | 18-25, 25-17, 25-21, 18-25, 15-8 |
| 02-12           | Bergamo - Filottrano              | 3-1        | 25-18, 25-18, 23-25, 25-16       |
| 02-12           | Cuneo Granda - San Casciano       | 3-1        | 25-19, 23-25, 25-21, 25-23       |

| Nona giornata |                              |      |                                   |
|               |                              |      |                                   |
| Riposa:       | AGIL                         | AGIL | AGIL                              |
| 09-12         | Savino Del Bene - Imoco      | 3-1  | 14-25, 25-22, 26-24, 25-18        |
| 10-12         | Pro Victoria - Casalmaggiore | 3-0  | 25-19, 25-21, 25-20               |
| 09-12         | Millenium Brescia - UYBA     | 1-3  | 21-25, 25-18, 24-26, 36-38        |
| 09-12         | Chieri ‘76 - Bergamo         | 2-3  | 25-15, 14-25, 25-19, 23-25, 10-15 |
| 08-12         | Filottrano - Cuneo Granda    | 3-1  | 25-20, 15-25, 25-22, 25-16        |
| 09-12         | Club Italia - San Casciano   | 0-3  | 21-25, 19-25, 24-26               |

| Decima giornata |                                  |               |                                  |
|                 |                                  |               |                                  |
| Riposa:         | Casalmaggiore                    | Casalmaggiore | Casalmaggiore                    |
| 15-12           | AGIL - Chieri '76                | 3-0           | 25-20, 25-17, 25-10              |
| 15-12           | UYBA - Filottrano                | 3-1           | 22-25, 25-17, 25-19, 25-23       |
| 16-12           | Pro Victoria - Millenium Brescia | 3-1           | 25-23, 25-10, 22-25, 25-17       |
| 15-12           | San Casciano - Imoco             | 1-3           | 21-25, 25-20, 21-25, 21-25       |
| 16-12           | Cuneo Granda - Savino Del Bene   | 3-2           | 16-25, 25-22, 28-26, 16-25, 15-7 |
| 15-12           | Bergamo - Club Italia            | 3-0           | 25-17, 25-17, 28-26              |

| Undicesima giornata |                                |         |                                   |
|                     |                                |         |                                   |
| Riposa:             | Bergamo                        | Bergamo | Bergamo                           |
| 23-12               | Savino Del Bene - San Casciano | 3-2     | 17-25, 17-25, 25-21, 25-12, 15-6  |
| 23-12               | Imoco - Cuneo Granda           | 3-0     | 25-18, 25-23, 25-12               |
| 23-12               | UYBA - AGIL                    | 2-3     | 26-24, 30-28, 19-25, 24-26, 10-15 |
| 22-12               | Millenium Brescia - Chieri '76 | 3-2     | 25-23, 22-25, 22-25, 25-20, 17-15 |
| 23-12               | Filottrano - Pro Victoria      | 0-3     | 27-29, 21-25, 21-25               |
| 23-12               | Club Italia - Casalmaggiore    | 1-3     | 25-27, 17-25, 26-24, 23-25        |

| Dodicesima giornata |                           |              |                                   |
|                     |                           |              |                                   |
| Riposa:             | Pro Victoria              | Pro Victoria | Pro Victoria                      |
| 26-12               | Savino Del Bene - Bergamo | 3-2          | 25-21, 23-25, 25-21, 23-25, 15-8  |
| 26-12               | Imoco - Millenium Brescia | 2-3          | 25-20, 24-26, 25-18, 22-25, 17-19 |
| 26-12               | Cuneo Granda - AGIL       | 3-2          | 25-19, 25-21, 19-25, 23-25, 16-14 |
| 26-12               | San Casciano - Filottrano | 3-1          | 25-22, 25-15, 24-26, 25-21        |
| 26-12               | Casalmaggiore - UYBA      | 3-1          | 25-19, 25-16, 13-25, 26-24        |
| 26-12               | Chieri ‘76 - Club Italia  | 3-2          | 19-25, 25-19, 23-25, 25-22, 19-17 |

| Tredicesima giornata |                                     |              |                                  |
|                      |                                     |              |                                  |
| Riposa:              | San Casciano                        | San Casciano | San Casciano                     |
| 29-12                | AGIL - Casalmaggiore                | 3-0          | 25-13, 25-18, 25-23              |
| 29-12                | UYBA - Imoco                        | 0-3          | 16-25, 23-25, 20-25              |
| 29-12                | Bergamo - Pro Victoria              | 1-3          | 25-20, 20-25, 22-25, 18-25       |
| 29-12                | Millenium Brescia - Savino Del Bene | 0-3          | 17-25, 21-25, 14-25              |
| 29-12                | Filottrano - Chieri '76             | 3-2          | 23-25, 25-22, 25-18, 22-25, 15-9 |
| 29-12                | Club Italia - Cuneo Granda          | 0-3          | 18-25, 21-25, 17-25              |

| Quattordicesima giornata |                              |              |                                   |
|                          |                              |              |                                   |
| Riposa:                  | Cuneo Granda                 | Cuneo Granda | Cuneo Granda                      |
| 06-01                    | Millenium Brescia - AGIL     | 3-2          | 25-20, 25-19, 20-25, 18-25, 15-13 |
| 06-01                    | Casalmaggiore - Imoco        | 0-3          | 23-25, 21-25, 20-25               |
| 06-01                    | Club Italia - Pro Victoria   | 0-3          | 23-25, 22-25, 19-25               |
| 06-01                    | Chieri ‘76 - San Casciano    | 1-3          | 25-23, 29-31, 25-27, 20-25        |
| 06-01                    | UYBA - Bergamo               | 1-3          | 27-29, 23-25, 25-18, 23-25        |
| 05-01                    | Savino Del Bene - Filottrano | 3-0          | 25-21, 25-15, 25-14               |

| Quindicesima giornata |                                  |       |                                   |
|                       |                                  |       |                                   |
| Riposa:               | Imoco                            | Imoco | Imoco                             |
| 09-01                 | AGIL - Savino Del Bene           | 2-3   | 25-21, 20-25, 22-25, 25-21, 12-15 |
| 10-01                 | Pro Victoria - UYBA              | 2-3   | 25-23, 18-25, 19-25, 25-21, 10-15 |
| 09-01                 | Bergamo - Casalmaggiore          | 3-2   | 25-20, 25-22, 21-25, 17-25, 15-9  |
| 09-01                 | San Casciano - Millenium Brescia | 3-0   | 25-23, 25-21, 27-25               |
| 09-01                 | Cuneo Granda - Chieri '76        | 3-1   | 25-22, 22-25, 25-15, 25-20        |
| 09-01                 | Filottrano - Club Italia         | 3-0   | 25-23, 25-20, 25-21               |

| Sedicesima giornata |                                 |            |                                   |
|                     |                                 |            |                                   |
| Riposa:             | Filottrano                      | Filottrano | Filottrano                        |
| 13-01               | Bergamo - AGIL                  | 1-3        | 21-25, 25-23, 22-25, 18-25        |
| 13-01               | Imoco - Pro Victoria            | 3-1        | 25-20, 25-21, 19-25, 25-22        |
| 12-01               | Casalmaggiore - San Casciano    | 3-2        | 25-21, 25-19, 21-25, 16-25, 15-13 |
| 13-01               | Savino Del Bene - Chieri '76    | 3-1        | 25-20, 25-22, 24-26, 25-14        |
| 13-01               | UYBA - Cuneo Granda             | 3-0        | 25-18, 25-12, 25-18               |
| 13-01               | Millenium Brescia - Club Italia | 3-0        | 25-16, 25-15, 25-13               |

| Diciassettesima giornata |                                |      |                                   |
|                          |                                |      |                                   |
| Riposa:                  | UYBA                           | UYBA | UYBA                              |
| 27-01                    | Club Italia - Savino Del Bene  | 0-3  | 15-25, 15-25, 20-25               |
| 26-01                    | AGIL - Imoco                   | 0-3  | 20-25, 18-25, 23-25               |
| 26-01                    | Millenium Brescia - Filottrano | 3-0  | 27-25, 25-20, 25-22               |
| 27-01                    | Chieri ‘76 - Pro Victoria      | 1-3  | 19-25, 27-25, 20-25, 22-25        |
| 27-01                    | Cuneo Granda - Casalmaggiore   | 3-1  | 18-25, 25-23, 26-24, 25-13        |
| 27-01                    | San Casciano - Bergamo         | 3-2  | 25-21, 25-18, 22-25, 24-26, 15-12 |

| Diciottesima giornata |                                  |                 |                                   |
|                       |                                  |                 |                                   |
| Riposa:               | Savino Del Bene                  | Savino Del Bene | Savino Del Bene                   |
| 30-01                 | Club Italia - AGIL               | 1-3             | 13-25, 26-24, 15-25, 21-25        |
| 31-01                 | Pro Victoria - San Casciano      | 3-2             | 19-25, 19-25, 28-26, 25-13, 16-14 |
| 30-01                 | Filottrano - Casalmaggiore       | 0-3             | 18-25, 17-25, 20-25               |
| 29-01                 | Bergamo - Imoco                  | 0-3             | 23-25, 17-25, 25-27               |
| 30-01                 | Cuneo Granda - Millenium Brescia | 3-2             | 20-25, 25-22, 22-25, 25-17, 17-15 |
| 30-01                 | UYBA - Chieri '76                | 3-0             | 25-21, 25-15, 25-21               |

| Diciannovesima giornata |                                 |             |                                  |
|                         |                                 |             |                                  |
| Riposa:                 | Club Italia                     | Club Italia | Club Italia                      |
| 10-02                   | Filottrano - AGIL               | 0-3         | 22-25, 16-25, 15-25              |
| 10-02                   | Casalmaggiore - Savino Del Bene | 3-1         | 26-24, 25-20, 17-25, 27-25       |
| 10-02                   | Imoco - Chieri '76              | 3-0         | 25-23, 25-23, 25-15              |
| 10-02                   | San Casciano - UYBA             | 3-1         | 26-24, 25-19, 18-25, 25-12       |
| 09-02                   | Bergamo - Millenium Brescia     | 3-1         | 25-13, 22-25, 25-15, 25-21       |
| 10-02                   | Pro Victoria - Cuneo Granda     | 3-2         | 32-34, 25-11, 22-25, 25-20, 15-9 |

| Ventesima giornata |                                |                   |                            |
|                    |                                |                   |                            |
| Riposa:            | Millenium Brescia              | Millenium Brescia | Millenium Brescia          |
| 17-02              | Savino Del Bene - Pro Victoria | 3-1               | 27-29, 25-21, 25-23, 25-13 |
| 16-02              | AGIL - San Casciano            | 3-0               | 25-19, 26-24, 25-19        |
| 17-02              | Chieri ‘76 - Casalmaggiore     | 1-3               | 22-25, 21-25, 26-24, 15-25 |
| 17-02              | Cuneo Granda - Bergamo         | 3-1               | 15-25, 25-20, 25-15, 25-22 |
| 16-02              | Imoco - Filottrano             | 3-0               | 25-22, 25-23, 25-23        |
| 17-02              | UYBA - Club Italia             | 3-0               | 25-20, 25-14, 25-14        |

| Ventunesima giornata |                                   |            |                                   |
|                      |                                   |            |                                   |
| Riposa:              | Chieri '76                        | Chieri '76 | Chieri '76                        |
| 23-02                | Pro Victoria - AGIL               | 3-1        | 23-25, 25-16, 25-20, 25-20        |
| 24-02                | Club Italia - Imoco               | 1-3        | 33-31, 15-25, 17-25, 27-29        |
| 23-02                | Savino Del Bene - UYBA            | 3-2        | 22-25, 25-23, 25-21, 23-25, 15-12 |
| 24-02                | Millenium Brescia - Casalmaggiore | 0-3        | 22-25, 24-26, 22-25               |
| 24-02                | Filottrano - Bergamo              | 3-1        | 30-28, 27-29, 25-16, 25-22        |
| 24-02                | San Casciano - Cuneo Granda       | 3-0        | 25-21, 25-23, 25-22               |

| Ventiduesima giornata |                              |      |                                 |
|                       |                              |      |                                 |
| Riposa:               | AGIL                         | AGIL | AGIL                            |
| 03-03                 | Imoco - Savino Del Bene      | 3-0  | 25-20, 25-16, 25-19             |
| 03-03                 | Casalmaggiore - Pro Victoria | 1-3  | 21-25, 25-20, 17-25, 20-25      |
| 02-03                 | UYBA - Millenium Brescia     | 3-0  | 25-18, 25-20, 25-18             |
| 03-03                 | Bergamo - Chieri '76         | 2-3  | 25-23, 20-25, 22-25, 25-9, 9-15 |
| 03-03                 | Cuneo Granda - Filottrano    | 3-0  | 25-18, 25-15, 25-23             |
| 05-03                 | San Casciano - Club Italia   | 3-0  | 25-14, 25-21, 25-17             |

| Ventitreesima giornata |                                  |               |                                   |
|                        |                                  |               |                                   |
| Riposa:                | Casalmaggiore                    | Casalmaggiore | Casalmaggiore                     |
| 09-03                  | Chieri ‘76 - AGIL                | 3-2           | 22-25, 22-25, 25-21, 25-19, 15-13 |
| 10-03                  | Filottrano - UYBA                | 1-3           | 19-25, 22-25, 27-25, 23-25        |
| 10-03                  | Millenium Brescia - Pro Victoria | 2-3           | 25-15, 25-20, 12-25, 25-27, 12-15 |
| 09-03                  | Imoco - San Casciano             | 3-2           | 25-16, 24-26, 25-20, 19-25, 15-8  |
| 09-03                  | Savino Del Bene - Cuneo Granda   | 0-3           | 25-27, 23-25, 21-25               |
| 10-03                  | Club Italia - Bergamo            | 0-3           | 23-25, 17-25, 4-25                |

| Ventiquattresima giornata |                                |         |                                  |
|                           |                                |         |                                  |
| Riposa:                   | Bergamo                        | Bergamo | Bergamo                          |
| 16-03                     | San Casciano - Savino Del Bene | 0-3     | 16-25, 22-25, 15-25              |
| 16-03                     | Cuneo Granda - Imoco           | 0-3     | 16-25, 27-29, 13-25              |
| 16-03                     | AGIL - UYBA                    | 3-0     | 30-28, 25-18, 25-21              |
| 17-03                     | Chieri ‘76 - Millenium Brescia | 0-3     | 23-25, 15-25, 23-25              |
| 17-03                     | Pro Victoria - Filottrano      | 3-1     | 19-25, 25-18, 25-21, 25-18       |
| 17-03                     | Casalmaggiore - Club Italia    | 3-2     | 25-18, 19-25, 25-18, 20-25, 15-9 |

| Venticinquesima giornata |                           |              |                                   |
|                          |                           |              |                                   |
| Riposa:                  | Pro Victoria              | Pro Victoria | Pro Victoria                      |
| 23-03                    | Bergamo - Savino Del Bene | 3-0          | 25-22, 28-26, 25-16               |
| 24-03                    | Millenium Brescia - Imoco | 3-2          | 25-15, 17-25, 15-25, 28-26, 16-14 |
| 24-03                    | AGIL - Cuneo Granda       | 3-2          | 25-15, 25-18, 18-25, 23-25, 15-12 |
| 24-03                    | Filottrano - San Casciano | 1-3          | 26-24, 21-25, 19-25, 21-25        |
| 23-03                    | UYBA - Casalmaggiore      | 3-1          | 25-21, 30-32, 25-23, 25-16        |
| 24-03                    | Club Italia - Chieri '76  | 3-1          | 25-17, 25-22, 19-25, 25-23        |

| Ventiseiesima giornata |                                     |              |                                   |
|                        |                                     |              |                                   |
| Riposa:                | San Casciano                        | San Casciano | San Casciano                      |
| 30-03                  | Casalmaggiore - AGIL                | 3-1          | 25-18, 19-25, 25-19, 25-21        |
| 30-03                  | Imoco - UYBA                        | 3-0          | 25-20, 27-25, 25-19               |
| 30-03                  | Pro Victoria - Bergamo              | 3-1          | 16-25, 27-25, 25-20, 25-20        |
| 30-03                  | Savino Del Bene - Millenium Brescia | 3-0          | 25-19, 25-7, 25-11                |
| 30-03                  | Chieri ‘76 - Filottrano             | 3-0          | 25-18, 25-15, 25-17               |
| 30-03                  | Cuneo Granda - Club Italia          | 3-2          | 20-25, 23-25, 25-13, 25-22, 16-14 |

#### Classifica
| Pos. | Squadra           | Pt | G  | V  | P  | SV | SP | Ratio | PF    | PS    | Ratio |
| ---- | ----------------- | -- | -- | -- | -- | -- | -- | ----- | ----- | ----- | ----- |
| 1.   | Imoco             | 61 | 24 | 20 | 4  | 66 | 18 | 3,666 | 2 034 | 1 720 | 1,182 |
| 2.   | AGIL              | 52 | 24 | 17 | 7  | 61 | 31 | 1,967 | 2 107 | 1 859 | 1,133 |
| 3.   | Savino Del Bene   | 50 | 24 | 18 | 6  | 57 | 32 | 1,781 | 2 045 | 1 824 | 1,121 |
| 4.   | Pro Victoria      | 48 | 24 | 16 | 8  | 57 | 38 | 1,500 | 2 168 | 2 053 | 1,056 |
| 5.   | UYBA              | 45 | 24 | 15 | 9  | 52 | 37 | 1,405 | 2 066 | 1 920 | 1,076 |
| 6.   | Casalmaggiore     | 43 | 24 | 15 | 9  | 50 | 40 | 1,250 | 1 995 | 1 968 | 1,013 |
| 7.   | San Casciano      | 39 | 24 | 12 | 12 | 50 | 45 | 1,111 | 2 108 | 2 080 | 1,013 |
| 8.   | Cuneo Granda      | 36 | 24 | 13 | 11 | 47 | 48 | 0,979 | 2 026 | 2 116 | 0,957 |
| 9.   | Bergamo           | 31 | 24 | 10 | 14 | 42 | 51 | 0,823 | 2 019 | 2 072 | 0,974 |
| 10.  | Millenium Brescia | 30 | 24 | 10 | 14 | 42 | 53 | 0,792 | 2 024 | 2 106 | 0,961 |
| 11.  | Filottrano        | 14 | 24 | 5  | 19 | 24 | 62 | 0,387 | 1 831 | 2 048 | 0,894 |
| 12.  | Chieri '76        | 12 | 24 | 4  | 20 | 25 | 66 | 0,378 | 1 900 | 2 128 | 0,892 |
| 13.  | Club Italia       | 7  | 24 | 1  | 23 | 18 | 70 | 0,257 | 1 698 | 2 127 | 0,798 |

      Qualificata ai play-off scudetto.
      Retrocessa in Serie A2.

### Play-off scudetto

#### Tabellone
|  | Quarti di finale | Quarti di finale | Quarti di finale | Quarti di finale | Quarti di finale |   |       | Semifinali | Semifinali      | Semifinali | Semifinali | Semifinali | Semifinali | Semifinali |  |   | Finale | Finale | Finale | Finale | Finale | Finale | Finale |
|  |                  |                  |                  |                  |                  |   |       |            |                 |            |            |            |            |            |  |   |        |        |        |        |        |        |        |
|  | 1                | Imoco            | 3                | 3                |                  |   |       |            |                 |            |            |            |            |            |  |   |        |        |        |        |        |        |        |
|  | 1                | Imoco            | 3                | 3                |                  |   |       |            |                 |            |            |            |            |            |  |   |        |        |        |        |        |        |        |
|  | 8                | Cuneo Granda     | 0                | 0                |                  |   |       |            |                 |            |            |            |            |            |  |   |        |        |        |        |        |        |        |
|  | 8                | Cuneo Granda     | 0                | 0                |                  | 1 | Imoco | 3          | 3               | 3          |            |            |            |            |  |   |        |        |        |        |        |        |        |
|  |                  |                  |                  |                  |                  | 1 | Imoco | 3          | 3               | 3          |            |            |            |            |  |   |        |        |        |        |        |        |        |
|  |                  |                  |                  |                  |                  |   |       | 4          | Pro Victoria    | 0          | 0          | 1          |            |            |  |   |        |        |        |        |        |        |        |
|  | 4                | Pro Victoria     | 2                | 3                | 3                |   |       | 4          | Pro Victoria    | 0          | 0          | 1          |            |            |  |   |        |        |        |        |        |        |        |
|  | 4                | Pro Victoria     | 2                | 3                | 3                |   |       |            |                 |            |            |            |            |            |  |   |        |        |        |        |        |        |        |
|  | 5                | UYBA             | 3                | 1                | 0                |   |       |            |                 |            |            |            |            |            |  |   |        |        |        |        |        |        |        |
|  | 5                | UYBA             | 3                | 1                | 0                |   |       |            |                 |            |            |            |            |            |  | 1 | Imoco  | 3      | 3      | 3      |        |        |        |
|  |                  |                  |                  |                  |                  |   |       |            |                 |            |            |            |            |            |  | 1 | Imoco  | 3      | 3      | 3      |        |        |        |
|  |                  |                  |                  |                  |                  |   |       |            |                 |            |            |            |            |            |  |   | 2      | AGIL   | 0      | 0      | 2      |        |        |
|  | 2                | AGIL             | 0                | 3                | 3                |   |       |            |                 |            |            |            |            |            |  |   | 2      | AGIL   | 0      | 0      | 2      |        |        |
|  | 2                | AGIL             | 0                | 3                | 3                |   |       |            |                 |            |            |            |            |            |  |   |        |        |        |        |        |        |        |
|  | 7                | San Casciano     | 3                | 1                | 2                |   |       |            |                 |            |            |            |            |            |  |   |        |        |        |        |        |        |        |
|  | 7                | San Casciano     | 3                | 1                | 2                |   | 2     | AGIL       | 2               | 3          | 3          | 3          |            |            |  |   |        |        |        |        |        |        |        |
|  |                  |                  |                  |                  |                  |   | 2     | AGIL       | 2               | 3          | 3          | 3          |            |            |  |   |        |        |        |        |        |        |        |
|  |                  |                  |                  |                  |                  |   |       | 3          | Savino Del Bene | 3          | 1          | 2          | 2          |            |  |   |        |        |        |        |        |        |        |
|  | 3                | Savino Del Bene  | 3                | 3                |                  |   |       | 3          | Savino Del Bene | 3          | 1          | 2          | 2          |            |  |   |        |        |        |        |        |        |        |
|  | 3                | Savino Del Bene  | 3                | 3                |                  |   |       |            |                 |            |            |            |            |            |  |   |        |        |        |        |        |        |        |
|  | 6                | Casalmaggiore    | 1                | 0                |                  |   |       |            |                 |            |            |            |            |            |  |   |        |        |        |        |        |        |        |
|  | 6                | Casalmaggiore    | 1                | 0                |                  |   |       |            |                 |            |            |            |            |            |  |   |        |        |        |        |        |        |        |

#### Risultati

##### Quarti di finale
| Gara 1 |                                 |     |                                   |
|        |                                 |     |                                   |
| 06-04  | Cuneo Granda - Imoco            | 0-3 | 22-25, 19-25, 16-25               |
| 07-04  | UYBA - Pro Victoria             | 3-2 | 22-25, 25-17, 25-20, 19-25, 15-12 |
| 07-04  | San Casciano - AGIL             | 3-0 | 25-20, 25-22, 25-17               |
| 06-04  | Casalmaggiore - Savino Del Bene | 1-3 | 18-25, 21-25, 25-17, 20-25        |

| Gara 2 |                                 |     |                            |
|        |                                 |     |                            |
| 13-04  | Imoco - Cuneo Granda            | 3-0 | 25-20, 26-24, 25-21        |
| 13-04  | Pro Victoria - UYBA             | 3-1 | 28-26, 23-25, 25-23, 25-20 |
| 13-04  | AGIL - San Casciano             | 3-1 | 27-25, 25-14, 21-25, 25-23 |
| 13-04  | Savino Del Bene - Casalmaggiore | 3-0 | 25-17, 25-22, 25-18        |

| Gara 3 |                     |     |                                   |
|        |                     |     |                                   |
| 15-04  | Pro Victoria - UYBA | 3-0 | 25-22, 25-18, 25-23               |
| 15-04  | AGIL - San Casciano | 3-2 | 25-22, 25-22, 21-25, 12-25, 17-15 |

##### Semifinali
| Gara 1 |                        |     |                                   |
|        |                        |     |                                   |
| 19-04  | Pro Victoria - Imoco   | 0-3 | 16-25, 14-25, 16-25               |
| 18-04  | Savino Del Bene - AGIL | 3-2 | 25-16, 15-25, 25-17, 23-25, 15-12 |

| Gara 2 |                        |     |                            |
|        |                        |     |                            |
| 21-04  | Imoco - Pro Victoria   | 3-0 | 25-19, 25-12, 25-22        |
| 20-04  | AGIL - Savino Del Bene | 3-1 | 27-25, 25-18, 23-25, 25-19 |

| Gara 3 |                        |     |                                   |
|        |                        |     |                                   |
| 23-04  | Imoco - Pro Victoria   | 3-1 | 22-25, 25-20, 25-19, 25-14        |
| 22-04  | AGIL - Savino Del Bene | 3-2 | 14-25, 25-22, 23-25, 25-18, 15-11 |

| Gara 4 |                        |     |                                   |
|        |                        |     |                                   |
| 25-04  | Savino Del Bene - AGIL | 2-3 | 16-25, 25-21, 25-13, 21-25, 19-21 |

##### Finale
| Gara 1 |              |     |                     |
|        |              |     |                     |
| 01-05  | AGIL - Imoco | 0-3 | 15-25, 20-25, 15-25 |

| Gara 2 |              |     |                     |
|        |              |     |                     |
| 04-05  | Imoco - AGIL | 3-0 | 25-16, 25-23, 25-23 |

| Gara 3 |              |     |                                   |
|        |              |     |                                   |
| 06-05  | Imoco - AGIL | 3-2 | 25-16, 23-25, 25-11, 20-25, 15-13 |

## Verdetti
| Squadra         | Qualificazione           |
| --------------- | ------------------------ |
| AGIL            | Champions League 2019-20 |
| Imoco           | Champions League 2019-20 |
| Savino Del Bene | Champions League 2019-20 |
| Pro Victoria    | Coppa CEV 2019-20        |
| UYBA            | Challenge Cup 2019-20    |
| Chieri '76      | Serie A2 2019-20         |

## Statistiche
| Rendimento individuale | Rendimento individuale | Rendimento individuale | Rendimento individuale |
| Pos.                   | Nome                   | Punti                  | Squadra                |
| ---------------------- | ---------------------- | ---------------------- | ---------------------- |
| 1                      | Paola Egonu            | 522                    | AGIL                   |
| 2                      | Isabelle Haak          | 463                    | Savino Del Bene        |
| 3                      | Lise Van Hecke         | 429                    | Cuneo Granda           |
| 4                      | Louisa Lippmann        | 406                    | San Casciano           |
| 5                      | Gyselle Silva          | 395                    | Chieri '76             |
| 6                      | Serena Ortolani        | 394                    | Pro Victoria           |
| 7                      | Anthī Vasilantōnakī    | 347                    | Filottrano             |
| 8                      | Anna Nicoletti         | 346                    | Millenium Brescia      |
| 9                      | Malwina Smarzek        | 342                    | Bergamo                |
| 10                     | Kenia Carcaces         | 321                    | Casalmaggiore          |

| Attacchi vincenti | Attacchi vincenti   | Attacchi vincenti | Attacchi vincenti |
| Pos.              | Nome                | Punti             | Squadra           |
| ----------------- | ------------------- | ----------------- | ----------------- |
| 1                 | Paola Egonu         | 444               | AGIL              |
| 2                 | Isabelle Haak       | 396               | Savino Del Bene   |
| 3                 | Lise Van Hecke      | 381               | Cuneo Granda      |
| 4                 | Louisa Lippmann     | 364               | San Casciano      |
| 5                 | Serena Ortolani     | 356               | Pro Victoria      |
| 6                 | Gyselle Silva       | 338               | Chieri '76        |
| 7                 | Malwina Smarzek     | 305               | Bergamo           |
| 8                 | Anthī Vasilantōnakī | 302               | Filottrano        |
| 9                 | Anna Nicoletti      | 294               | Millenium Brescia |
| 10                | Britt Herbots       | 279               | UYBA              |

| Muri vincenti | Muri vincenti        | Muri vincenti | Muri vincenti     |
| Pos.          | Nome                 | Punti         | Squadra           |
| ------------- | -------------------- | ------------- | ----------------- |
| 1             | Agnieszka Kąkolewska | 69            | Casalmaggiore     |
| 2             | Rossella Olivotto    | 65            | Bergamo           |
| 3             | Adenízia da Silva    | 58            | Savino Del Bene   |
| 3             | Jovana Stevanović    | 58            | Savino Del Bene   |
| 3             | Tiziana Veglia       | 58            | Millenium Brescia |
| 6             | Sara Alberti         | 55            | San Casciano      |
| 7             | Anna Danesi          | 54            | Imoco             |
| 7             | Sara Bonifacio       | 54            | UYBA              |
| 9             | Stefana Veljković    | 48            | AGIL              |
| 10            | Laura Melandri       | 47            | Pro Victoria      |

| Battute vincenti | Battute vincenti  | Battute vincenti | Battute vincenti  |
| Pos.             | Nome              | Punti            | Squadra           |
| ---------------- | ----------------- | ---------------- | ----------------- |
| 1                | Micha Hancock     | 41               | Pro Victoria      |
| 2                | Paola Egonu       | 38               | AGIL              |
| 3                | Isabelle Haak     | 31               | Savino Del Bene   |
| 4                | Gyselle Silva     | 30               | Chieri '76        |
| 4                | Hanna Orthmann    | 30               | Pro Victoria      |
| 6                | Jessica Rivero    | 29               | Millenium Brescia |
| 7                | Valentina Tirozzi | 28               | Imoco             |
| 7                | Sarah Fahr        | 28               | Club Italia       |
| 9                | Lise Van Hecke    | 27               | Cuneo Granda      |
| 10               | Polina Rəhimova   | 26               | Casalmaggiore     |